# Talais
Talais är en kommun i departementet Gironde i regionen Nouvelle-Aquitaine i sydvästra Frankrike. Kommunen ligger i kantonen Saint-Vivien-de-Médoc som tillhör arrondissementet Lesparre-Médoc. År 2022 hade Talais 756 invånare.

## Befolkningsutveckling
Antalet invånare i kommunen Talais
Referens:INSEE